# Andrassya vivipara
Andrassya vivipara is een rondwormensoort uit de familie van de Tripylidae. De wetenschappelijke naam van de soort is voor het eerst geldig gepubliceerd in 1960 door Brzeski.